# Altenwillershagen
Altenwillershagen ist ein Ortsteil der Gemeinde Ahrenshagen-Daskow, etwa 7 km von Ribnitz-Damgarten entfernt, mit etwa 300 Einwohnern. Er liegt im Landkreis Vorpommern-Rügen in Mecklenburg-Vorpommern.
Die Baltischen Studien gehen davon aus, dass die Gemarkung im 16. Jahrhundert mehreren Adelsfamilien gehörte, zum Teil den altadeligen von Jorck und denen von Dechow, welche vier Mark Pacht für 50 Gulden aus einem wüsten Hof in Altenwillershagen erwarben. 1696 bestand die Ortschaft nach einer schwedischen Landesaufnahme aus mehreren Gehöften. Im Kern stellte der Ort eigentlich nur eine Gutsanlage dar, vielleicht ein Vorwerk. Nach Matrikeln aus 1631 war Altenwillershagen eines von mehreren Nebengütern von Daskow, hier die später ausgestorbenen Familie von Mörder. Benannt ist Jo(a)chim von Mörder-Daskow mit einem Gesamtflächenvermögen von 62¼ Hufen. Dieses gehörte ab 1834 zeitweilig über zwei Generationen dem schwedischen Adelsgeschlecht der von Lil(l)ienanker, die auf den Akzise-Kommissar Johann von Lilienanker und seinen zwei Söhnen Johann Carl und Siegmund Gottlieb in Neuvorpommern zurückgehen. Im Besitz folgte der briefadelige Familie von Stumpfeld-Lillienanker. Die Familie Stumpfeld(t) erhielt einst in Wien 1763 die Nobilitierung in den Reichsadelsstand, hier in ihrer Funktion als schwedischer Amtshauptmann zu Barth und als Pfandträger des Dominialgutes Endingen, für Christoph von Stumpfeld. Der gleichnamige Sohn Gustaf Wilhelm von Stumpfeld-Lillienanker (1871–1928), verheiratet mit Emma Schmidt-Guben, war Grundbesitzer auf Daskow, Dettmannsdorf, Behrenshagen und Altenwillershagen, eine umfangreiche Begüterung. Von Stumpfeld-Lillienanker war preußischer Oberregierungsrat, königlich preußischer Landrat und als Ehrenritter Mitglied im Johanniterorden. Bereits 1841 stiftete die Gutsherren einen Familienfideikommiss, welcher 1907 nach den Gothiaschen Genealogischen Hofkalendern in der Gesamtheit 2387 ha beinhaltete. Nach Auflösung des Fideikommiss durch Beschluss des Amtes Stettin um 1928 wurden die genannten Güter freies Eigentum. Und so nannte sich der Erbe Wolf Gustaf nur noch Herr von Stumpfeld (1901–1970) auf Daskow, Dettmannsdorf und Behrenshagen. Altenwillershagen war nicht mehr direkt Teil dieses Güterkomplexes. Zu Beginn des 20. Jahrhunderts wurde Gut Altenwillershagen vom Eigentümer verpachtet. Nach dem Güter-Adressbuch von Pommern 1914 umfasste das Rittergut Altenwillershagen für sich einen Umfang von 664 ha. Davon waren 638 ha reine Ackerflächen. Als Pächter fungierte A. Dieckmann, sein Verwalter hieß Max Tencho. Letzte adlige Eigentümerin war Charlotte-Dorothee von Elbe, geborene von Stumpfeld(t)-Daskow, die das Gut veräußerte und später lange in den USA lebte. 1931 wurde in amtlichen Informationen noch Altenwillershagen als Gutsbezirk tituliert. 1937 folge die Aufsiedlung in kleinere Grundstücke.
Momentan besteht das Dorf aus zwei Teilen: Das sogenannte „alte Dorf“ und das „neue Dorf“. Die Einwohner betreiben hauptsächlich Landwirtschaft und vermieten Zimmer und Appartements für den wachsenden Fremdenverkehr. Im Ort selbst gibt es die Freiwillige Feuerwehr, einen Bahnhof (Strecke Stralsund–Rostock), ein Gutshaus, Gastronomie, Pensionen und so genannte „Vom Hof“-Verkäufe, Plätze, an denen die Bauern ihre landwirtschaftlichen Produkte anbieten.
Zu den kulturellen und traditionellen Veranstaltungen gehören das Feuerwehrfest, das Dorffest und das Osterfeuer.

## Nachbarorte
Die Nachbarorte von Altenwillershagen sind:
- Tempel und Damgarten (Ortsteile von Ribnitz-Damgarten)
- Trinwillershagen
- Ahrenshagen und Daskow innerhalb der Gemeinde Ahrenshagen-Daskow
- Saal